# 靈異E接觸
《靈異E接觸》是冨樫義博創作的搞笑科幻題材漫畫作品。於《週刊少年jump》1995年42號至1997年3、4合併號上連載，單行本全3卷。故事背景在作者的出身地山形，以作者喜好的神祕學為主要的元素，是以外星人為故事主題的科幻類少年漫畫。故事主要以來自鐸古拉星的笨蛋王子，為了要打發無聊時間而作的惡作劇為軸，展開充滿奇幻與神祕的一連串故事。
作者曾在後記中說因為誤會電影《LEVEL 4》片頭中的E是Alien，以為是E.T的E，所以才把故事名取為LEVEL E。
改編電視動畫於2011年1月開始播放。

## 劇情簡介

### 笨蛋王子來襲篇
升上高中後一個人來到山形的高中生筒井雪隆，住進了學生附近的宿舍，却發現自己的租處已被入侵，裡面有個自稱自己是外星人的失憶男子。本來打算將他趕出去，但是在同情心及對方的說服下開始相信他是外星人並和他同居，安定下來不久後，王子的護衛軍緊追而來，同時發現降落地落在好戰的狄肯星人地盤上還有上研究外星人的機構同時也在追查，情況變的十分危急，就在雪隆為了外星王子的安危心急如焚時，本人卻攸閒的在逛街買衣服。

### 食人鬼篇
學校的校外教學期間，4個學生偶然目擊到同年級的同學被食人鬼吃掉，為了防止自己也成為食人鬼的目標，於是4個人對食人鬼展開追查，但4人中的矢先在此時卻失踨了，擔心自身安危的眾人於是分別向奇怪的精神科醫生求助，這篇故事是王子在故事中所創作的漫畫，是一種劇中劇的型式。

### 原色戰隊篇
起因於卑鄙的笨蛋王子綁架了5個住在東京的小學生。在放學回家的途中，5人被王子的太空船綁架，在王子無理的要求下，5個人經過改造，成為會變身的超級原色戰隊的成員，5人就這樣被捲入笨蛋王子巧妙而充滿惡意的圈套之中。

### 馬克巴克女王篇
在宇宙中流浪的馬克巴克族，全體由雌性組成，在繁殖期時，女王會在相異的種族中選出一個雄性體來做為交配的對象，其後便可產下無數的後代。但在交配後異種族的數世代內會因為生育下降而造成種族滅絕。因為知道馬克巴克女王前來地球的目地，所以王子護衛軍的三人在接待女王時極力的阻止女王對地球產生好感，但就在此時一個和女朋友一起來到飯店的女子卻和女王一見鍾情了。

### 高校野球地區預選篇
山形縣的夏季高中棒球選手預選。雪隆所屬的如月高中棒球部再差一勝就能得到進入甲子園的資格、就在大家為勝利努力時，玻璃自己破碎之類的靈異現象卻頻繁的困擾著他們。因為支持強棒有機會能前進甲子園而太興奮的狄肯星人、騎著單車追在如月高中前往比賽場地的巴士後面，突然整輛巴士消失在眼前，預賽馬上要開始了，雪隆一行人卻被困在裡面的，眾人焦急的思考如何才能在比賽前脫困。

### 人魚篇
一個知名企業老董在拍賣會上買下一條雙尾人魚，被警告不能對人魚說謊，因為一旦對她說謊，人魚就會本能的用舌頭攻擊對方。這個女人魚是外星盜獵集團在她的原棲地抓到的最後一群人魚中的其中一隻，和盜獵者作出約定，她願意做足所有人等份的工作請放過其他的人魚。但是盜獵者並沒有放過人魚的打算，就在這個時候，被王子改造成原色戰隊5人組的清水，正因為父親的工作問題必需面臨轉學的命運。

### 笨蛋王子結婚篇
很久不見的笨蛋王子，突然造訪雪隆的宿舍。一開口就說有人在追我，借我躲一下，就在講話的當口，追兵殺到，原來是王子的親弟弟，鐸古拉星的第二王子，他為了讓笨蛋王子履行和瑪古拉星公主的婚約並繼承王位而來。原來王子通過一個法案，王位候選人必需在20歲時結婚，否則就由第二順位的繼承人繼承王位，為了讓笨蛋王子可以不結婚不當國王，王子護衛軍難得的和王子同一陣線，展開逃婚行動。

### 蜜月篇
時光飛逝，笨蛋王子和雪隆的相遇也過了十年，王子最後和露娜結婚，女兒也7歲大了，之前忙著讓鐸古拉王朝的內政上軌道，一直沒有蜜月的兩人出發前往遲來的蜜月。但是不幸的遇上了兇惡的武裝綁架集團。

## 登場人物

### 鐸古拉星人、瑪古拉星人
笨蛋王子的故鄉鐸古拉星有一個衛星瑪古拉，自古以來瑪古拉星都是鐸古拉的從屬，流傳著許多從屬國的傳統，因此瑪古拉星為了自由存在著號稱不流血解放的解放軍。
笨蛋王子（馬魯・奇・艾魯・鐸古拉）（配音員：浪川大輔）
本作核心男主角。鐸古拉星第一王子，特徵是一頭黃色的波浪長髮與藍色雙眼，有著藍色的血液與強大的自我治癒能力（動畫版發動治癒能力的時候，也會讓週遭的枯樹跟著開花）。在前往參加全宇宙規模會議途中偷跑到地球。宇宙第一的天才、同時也是宇宙第一性格惡劣著稱、「如何在不失民心的情況下惡作劇」是王子的宗旨，被酷拉法特評價為「只要是跟他有關的事，永遠都要往最壞的方向去想，他永遠不會忘記做蠢事。」以見到他人認真的煩惱為樂、為了取樂不管對別人造成什麼困擾都不在乎。會不顧一切地進行捲進許多人且愚蠢的大規模的惡作劇，但有時事情也會走向意外的方向。在作品中被稱呼為「笨蛋王子」，不過，最終卷大家才知道那個是本名。在「人魚篇」以外的故事裡登場，是串連許多小故事的重要角色。結局他和瑪古拉星的公主露娜結婚，「蜜月篇」育有一女嘉娜。
酷拉法特隊長（配音員：子安武人）
鐸古拉星王家護衛軍隊長、護衛王子長達10年。老實的個性老是被王子耍著玩，總是認真地和王子做出諌言，也因此特別容易被王子搞到勃然大怒。被部下的2人評為「你是當不成壞人的」。名言「我要殺了那傢伙」。「人魚篇」以外的故事皆有登場。
沙得隊員（配音員：高塚正也）
王子護衛5年。個性冷静理智，同時是生態學者。也因此常擔任外星人生態說明。因為對鐸古拉王及王妃十分忠誠而加入王子的護衛，對王子惡劣的性格已完全死心。安慰沉沒於地獄底下的酷拉法特隊長的重任也在他身上。「人魚篇」以外的故事皆有登場。
克林隊員（配音員：朝比奈拓見）
王子護衛1年。比起其他人對於流行更為敏感，暗中幫助露娜公主的計劃。「人魚篇」以外的故事皆有登場。
莫罕・奇・艾多・鐸古拉（配音員：日野聰）
鐸古拉星第二王子，笨蛋王子之弟。和哥哥不一樣個性正直、處理事情的能力十分高強，包括哥哥及人民都希望他成為國王，但本人認為哥哥才應該成為國王。「笨蛋王子結婚篇」登場。
露娜・咪・瑪德・瑪古拉（配音員：中川翔子）
瑪古拉星第1公主。笨蛋王子未婚妻。王子本人也認為特別且漂亮的人。作品中，唯一在對王子的陰謀詭計中完全勝利的人物。婚後好像也建立了不少和笨蛋王子一起達成的英勇事蹟。「笨蛋王子結婚篇」，「蜜月篇」登場。
嘉娜
笨蛋王子和露娜的女兒。遺傳了雙親的天才頭腦，還把王子製作失敗的沙梭多瑪蟲給完成，現年7歳的小女孩。「蜜月篇」中以背影登場。

### 地球人
筒井雪隆（配音員：細谷佳正）
未來很有希望的熱血高中棒球選手。「為了就讀高中搬出來一個人住，一進房子就發現王子在屋子裡」被王子牽連而造成許多不幸的少年。對王子一直抱有怒意。熱血棒球少年，很衝動的個性，動不動就火爆地罵人。棒球部的隊長介紹他時的號稱是「如月高中的核彈頭」。
江戸川美步（配音員：明坂聰美）
科學家的女兒。高中生。住在雪隆的隔壁，常被捲入事件中（有時是自願的）。對於外星人及異常現象很有研究。
江戸川蘭藏（配音員：高塚正也）
工學博士。美歩的父親。看起來頑固的老頭，事實上個性很不錯。
不良少年四人組
在校外教學時，目擊到同年級的同學被怪物吃掉。「食人鬼篇」登場。四人特徵分別為：板倉（配音員：佐佐木望）有著一頭棕色頭髮、東尾（配音員：興津和幸）有著一頭長髮、野崎（配音員：秋吉徹）短髮、山田（配音員：倉富亮）劉海中分。
安田
和板倉等人同校的少女。在森林裡成為山本的犠牲品。「食人鬼篇」登場。
谷町
板倉等人的學校老師，很喜歡說教是典型討人厭的老師類型。「食人鬼篇」登場。
坂本庵悟
板倉等人崇拜的人，外表、人脈不錯但是有許多怪異之處的人物。「食人鬼篇」登場。
夢野九四郎（配音員：木下浩之）
庵悟對板倉等人介紹的奇怪精神科醫生。涉及黑道人物的器官買賣。「食人鬼篇」登場。
幹久今日子（配音員：小林優）
身體及戸籍上是女性但是染色體其實是男性，精神上也是男性。從小就喜歡女孩子。和沙琪女王一見鍾情，卻為地球人帶來可能滅亡的危機。「馬克巴克女王篇」登場。

#### 原色戰隊
笨蛋王子因為無聊而想出的邪惡計劃，強迫5名小學生化身成正義的英雄。原色戰隊的隊員在裝備有手環時喊「○○變身」（○○是對應的顏色）叫的越大聲變身的時間就越長，每個人的變身護目鏡能夠識破外星人的偽裝，笨蛋王子也能透過手環直接將對話語音傳到5人的大腦裡。依據不同的顏色可以使用獨有的顏色能力，當等級提升時可以獲得新的能力，來自《RPG製作大師》和實感體驗的世界觀，基本能力和一般的電腦RPG遊戲一樣存在著經驗值，等級對應變身時間會增加，等級提升的方式類似《勇者鬥惡龍》這類的遊戲，但升級時的咒文不會在腦海中浮現而是會強迫聽到王子的廣播介紹，王子的聲音會直接出現在腦中，相對的四周所有的聲音都被王子監控。約10級左右會開始有實戰的能力出現，顏色彼此混合會產生新的能力（例如：黑加白變成灰色，可以使用頹廢的能力）。此外，5個人的名字剛好和變身顏色的漢字對應，名字還對應能力的由來「原色戰隊篇」、「人魚篇」登場。
清水良樹（配音員：金田晶）
青戰士。水之力。和横田一起練空手道、吵架。個性正直開朗，公開對其他4人表示喜歡糸井理奈。故事常以他為中心。
赤川太陽（配音員：笹島かほる）
紅戰士。炎之力。唯一對英雄遊戲感到熱血的少年。戴著眼鏡的學生會長很普通的長相，會突然生氣的類型。這4個人的跟班，自稱是領導者。
横田國光（配音員：金谷英孝）
黄戰士。光之力。和清水一起練習空手道，興趣相同互相吵架的好朋友。小學生但是有鬍子長相也像大叔，但是覺得喜歡的女孩是祕密這點越十分的可愛。姓氏中「横」包含「黄」，名字有「光」照「國」土的意思。
百池治（配音員：大原桃子）
白戰士。治癒能力。花花公子型，自認喜歡的女孩子多達60人以上。也喜歡「人魚篇」登場的女人魚。家裡很有錢，祖父是5人讀的小學的理事長。
黛真夜（配音員：高倉有加）
黑戰士。暗之力。文科系的死硬派冷静、知性的少年。5人中少見的個性，能觀察狀況得出結論來引導同伴，對不可思議的事接受度很大，多能往好的方向發展。

#### 如月高校棒球部
※筒井雪隆參考地球人
雪隆就讀的高中棒球部。擁有打入甲子園的實力，當地新聞對他們球隊抱以厚望。甲子園山形地區預選決賽時發生了嚴重的靈異事件，整個棒球部都被捲入其中。「高校野球地區預選篇」登場。雖然說造成事件的元兇並未在故事中說明，但藉由故事中對人物的描述加上一點棒球的基礎知識，比對故事中提供的球員情報（學年、膚色、守備位置及背號等等），可推出可能的人選。
岩田（配音員：名村幸太朗）
棒球隊隊長。左外野。相當豪爽且具有野性的性格，是如月高中棒球部「最不想和他上床的男人」連續2年的當選者，不過，因為美麗的球隊經理喜歡他所以本人完全不介意。家中是玻璃店。以加入職棒為志願，希望加入的職業棒球團是阪神。
江尻
投手。擅長指叉球。如果在女性的注目中自稱球速超過150公里。弱點是後濟無力。
倉本
捕手。因身為同性戀的關係而不亂搞男女關係，最近常把可疑的視線放在野村身上。
所澤
一壘手。長相很溫和但是很會藏球殺人。據說正式比賽不會再使用了。
佐藤（配音員：坂巻学）
二壘手。座右銘「不好也不壞」，無三振、無失誤但是打擊率只有2成。
金光（配音員：山端零）
三壘手。隊中球技最好的。因為夜貓子所以膚色很白。
寺門
游擊手。棒球經歷只有2年就成為正規軍是個努力的天才。
野村
中堅手。正式球員中唯一的一年級生。隱藏的愛好者增加中。對倉本前輩的視線感到害怕。對靈異現象頗了解。
藤井（配音員：森谷里美）
棒球隊經理。美人，但是卻和有如野獸的岩田隊長是一對。
田中
後補球員。曾在甲子園棒球場看過巨人阪神之戰。那時，在長椅下貼了有自己名字的貼紙。

### 狄肯星人
宇宙中有名的戰闘種族。被他們消滅的宇宙種族超過三位數。但是認識後卻發現全族在地球上都是些喜愛棒球的好人，和同樣對棒球狂熱的世仇艾剌爾人為了保護棒球勉強的和平相處著，地球是宇宙間唯一可以同時看到這兩個星球的人共存的地方，外表與地球人幾乎看不出差異，在地球的人類社會中融洽地生活著，雪隆住的宿舍的管理員也是狄肯星人。
坂本盡八（配音員：辻親八）
地球狄肯星人的長老。名字來自《3年B組金八先生》的主角，坂本金八。「笨蛋王子來襲篇」登場。
拉法蒂（配音員：秋吉徹）
狄肯星人中少數還能自由地使用「假死」技能的銀髮年輕人。外表看起來是小流氓，不過人很好。在外人看來被狄肯星人視為恥辱的「裝死」一事實際上在他們種族中是令人稱羨的技能，由於拉法蒂是王子遇見的狄肯星人中唯一能自由模擬裝死的人，因此加入王子的惡作劇計畫，為增加增加真實感而挨揍，因此缺少兩顆門牙。不知什麼時候和護衛隊們的關係變得好，突然穿著鞋打爆他們的門也不會被責怪。名字來自小說家Ｒ·Ａ·rafati。「笨蛋王子來襲篇」，「高中棒球地區預選篇」登場。

### 艾剌爾星人
和狄肯星人是死對頭的戰闘種族。和狄肯星人一樣是瘋狂棒球迷。艾剌爾星人先到達地球，所以棒球興盛的地區幾乎都先被他們佔領了。狄肯星人在地球上和他們偶有衝突，但為了保護有棒球的地球人不會波及到地球人身上，有著「爭吵以不捲進地球人為主」的君子協定。

### 康衛爾星人
和地球人有不同的外表，屬於穿著人形服裝來裝成地球人。演化成男人把排卵期的女人吃掉，在體內受精生蛋的生態系。（這個需求與普通的食慾不同，另外把女性吃掉的慾望是來自「看不見的胃」）的本能，在地球時也捕食地球的女性。
山本（配音員：細谷佳正）
和父親及弟弟一起躲到地球來，可能是最後的康衛爾星人。和板倉他們同校，他就是在森林中把安田吃掉「食人鬼篇」的兇手。
山本弟弟（配音員：吉田聖子）
小學生。

### 馬克巴克族
類似蜜蜂生態的種族、全由雌性構成，然後由女王生下所有的後代。和蜜蜂不同的地方在於，馬克巴克族會找尋其他擁有優秀基因種族的雄性交配，交配後雄性種族會全體失去繁殖能力，而在數世代內滅絕。因此宇宙間有「食異種族」之稱，利用本能的一見鍾情來挑選出交配對象，女王選定對象後就不會更改而且一生只交配一次，之後住在對方的星球。
沙琪公主（配音員：高梁碧）
馬克巴克族的公主。以外交視察為由來到地球，其實是尋找配對對象。和幹久今日子一見鍾情。名字來自高岡早紀（當時因和東幹久合演廣告而引起話題）。「馬克巴克女王篇」登場。

### 其他的非地球生物
克拉依姆
賈桂林S星的流動生物，具有優秀的擬態能力。王子的寵物，禁止飼養的生物。「笨蛋王子來襲篇」、「蜜月篇」登場。名字和星球的名字來自小說家Clive Barker和他作品《血之本》中登場的角色。
立花老師（配音員：木下紗華）
清水等人的級任導師，其實是外星人。真面目是類似爬蟲類般綠色肌膚的紅髮女子，用屈光屏蔽來假裝成人類。本職是一流的殺手。有著有人委託的話連嬰兒也殺的傳言，但她說嬰兒的價碼很高，高到沒有人出的起。夢想是到地球當老師（已實現）和做宇宙環遊旅行，從事殺手是為了存錢完成夢想。目前認真的考慮留在地球當老師「原色戰隊篇」、「人魚篇」登場。
伊伊達奇王（配音員：名村幸太朗）
遊戲內的城主。機械。
哈蕾魯公主
伊伊達奇王的女兒也就是公主。不過，5人最後看到臉發現是王子變裝。
魯奇將軍
暗黒空軍龍騎士隊長個性耿直。娶公主為后是他的目標。等級1300。名字來自人偶劇。
魔王（配音員：吉田聖子）
魔王軍的首領。唯一擁有自我學習能力並對可自己的外型做任何改造的角色，在王子自己進入遊戲後成為遊戲世界的實質創物主。不過王子最後忘記輸入遊戲目的、魔王自我學習後性格卻非常的善良完全背離王子的期望。
赫倫星雙尾人魚（配音員：大原沙耶香）
原生於赫倫星的人魚。手指間有蹼，腳和魚尾可以自由的變化在陸上也有行動能力。可以由聲音聽出對方是否在說謊，如果說謊的話會本能性地用舌頭攻擊。「人魚篇」登場。
革命商社昆茲
以贖金為目的的綁架集團，以商談失敗會將人質虐殺聞名。綁架王子和露娜後，笨蛋王子使計讓他們自相殘殺而滅亡。
沙梭多瑪蟲
「蜜月篇」登場。有可怕的外表但是實際上對人類無害的昆蟲，有著撲上攻擊他的人及絕不靠近對他笑的人類的習性，是笨蛋王子作成失敗的人工生命體，名字為S和M的日文發音混合而成。

## 用語
外星人
劇中出現的人種（生物），大多數的外星人生命力和力量都強過人類，但基於多數外星種族的外觀都異於人類（但馬魯王子所屬的多古拉星人是例外）的理由，因此會選擇用人類外貌的皮外套或是變型偽裝。
變身手環
被外星人當作兒童玩具的手環，戴上它的話就會有變身功能，也可用專屬的鑰匙解開它。但馬魯王子交給原色戰士的手環，除了對變身裝扮動了手腳外，還加上「說出喜歡的異性才能開鎖」的設定。

## 背景舞台
山形
雪隆的高中所在地，酷拉法特等人在地球時也住在這附近。「笨蛋王子來襲篇」、「高校野球地區預選篇」、「笨蛋王子結婚篇」的舞台。
東京
往山形出發時在東京車站集合，可推測原色戰隊的成員住在東京附近。
卡魯巴力星
王子為了製作遊戯而買下來改造的専用惑星。「原色戰隊篇」中登場。
北海道○×市
「蜜月篇」的場地。背景裡出現許多外星人的街道，也看的見地名。就街道的樣式來看應該是網走市附近。

## 出版書籍
單行本
| 卷数 | 副標題                   | 集英社        | 集英社             | 東立出版社    | 東立出版社         | 新经典文化 | 新经典文化             |
| 卷数 | 副標題                   | 發售日期      | ISBN               | 發售日期      | ISBN               | 發售日期   | ISBN                   |
| ---- | ------------------------ | ------------- | ------------------ | ------------- | ------------------ | ---------- | ---------------------- |
| 1    | An alien on the planet   | 1996年3月4日  | ISBN 4-08-872071-7 | 1997年7月20日 | ISBN 957-34-5099-2 | 2023年4月  | ISBN 978-7-221-17444-4 |
| 2    | Here come color ranger!! | 1996年10月3日 | ISBN 4-08-872072-5 | 1997年8月15日 | ISBN 957-34-5273-1 | 2023年4月  | ISBN 978-7-221-17444-4 |
| 3    | Full moon...!            | 1997年5月1日  | ISBN 4-08-872073-3 | 1997年9月25日 | ISBN 957-34-5470-X | 2023年4月  | ISBN 978-7-221-17444-4 |

文庫版
| 卷数 | 集英社         | 集英社                 | 東立出版社    | 東立出版社                           |
| 卷数 | 發售日期       | ISBN                   | 發售日期      | ISBN                                 |
| ---- | -------------- | ---------------------- | ------------- | ------------------------------------ |
| 上   | 2010年9月17日  | ISBN 978-4-08-619152-4 | 2021年12月6日 | ISBN 978-957-26-7725-4（首刷附錄版） |
| 下   | 2010年10月15日 | ISBN 978-4-08-619153-1 | 2021年12月6日 | ISBN 978-957-26-7726-1（首刷附錄版） |

## 電視動畫
在2010年10月23日的JUMP SUPER ANIME TOUR 2010活動中證實了將會推出動畫版，2011年1月開始於東京電視台播放。

### 製作人員
- 導演：加藤敏幸（日语：加藤敏幸）
- 系列構成：花田十輝
- 人物設計、總作畫監督：竹田逸子
- 3D導演：副島惠文
- 音樂：梁邦彦
- 動畫製作：Pierrot×david production
- 旁白：立木文彦
- 製作：東京電視台、Studio Pierrot

### 主題曲
片頭曲「コールドフィンガーガール」
歌 ： 栗山千明 、 作詞・作曲 ： 浅井健一 、 編詞 ： PONTIACS
片尾曲「夢〜ムゲンノカナタ〜」
歌 ： ViViD 、 作詞 ： シン 、 作曲 ： 零乃 、 編詞 ： ViViD、宅見将典

### 各話標題
| 集數 | 日文標題                 | 中文標題           | 脚本     | 分镜       | 演出       | 作畫監督   | 篇章               |
| ---- | ------------------------ | ------------------ | -------- | ---------- | ---------- | ---------- | ------------------ |
| #01  | An alien on the planet   | 一個在地球的外星人 | 花田十輝 | 加藤敏幸   | 加藤敏幸   | 竹田逸子   | 笨蛋王子來襲篇     |
| #02  | Run after the man        | 追在那人後面       | 花田十輝 | 加藤敏幸   | 吉沢俊一   | 小林亮     | 笨蛋王子來襲篇     |
| #03  | Risky Game!              | 危險遊戲！         | 花田十輝 | 加藤敏幸   | 向井正浩   | 海老原雅夫 | 笨蛋王子來襲篇     |
| #04  | From the DARKNESS        | 來自黑暗           | 花田十輝 | 副島惠文   | 副島惠文   | 海老原雅夫 | 食人鬼篇           |
| #05  | Here come Color ranger!! | 彩色戰士來到！！   | 筆安一幸 | 中原禮     | 梅本唯     | 町田真一   | 原色戰隊篇         |
| #06  | Dancing in the trap!!    | 在陷阱中跳舞       | 筆安一幸 | 木宮茂     | 木宮茂     | 門智昭     | 原色戰隊篇         |
| #07  | Game over...!?           | 游戏失败...!?      | 筆安一幸 | 光田史亮   | 光田史亮   | 橋本英樹   | 原色戰隊篇         |
| #08  | You're my darling!       | 你是我最爱！       | 鈴木雅詞 | 市村徹夫   | 市村徹夫   | 小林亮     | 馬克巴克女王篇     |
| #09  | Love me tender           | 温柔地爱我         | 鈴木雅詞 | 西本由紀夫 | 西本由紀夫 | 海老原雅夫 | 馬克巴克女王篇     |
| #10  | Boy meets girl           | 男孩遇见女孩       | 筆安一幸 | 大沼心     | 平井義通   | 青野厚司   | 人魚篇             |
| #11  | Field of dreams!         | 梦之地             | 鈴木雅詞 | 篠原俊哉   | 篠原俊哉   | 門智昭     | 高校野球地區預選篇 |
| #12  | Half moon...!            | 半月               | 花田十輝 | 島津浩行   | 津田尚克   | 門智昭     | 笨蛋王子結婚篇     |
| #13  | Full moon...!            | 全月               | 花田十輝 | 加藤敏幸   | 加藤敏幸   | 小林亮     | 笨蛋王子結婚篇     |

### 播放電視台
| 播放地區   | 播放電視台   | 播放日期                | 播放時間                              | 系列           |
| ---------- | ------------ | ----------------------- | ------------------------------------- | -------------- |
| 關東廣域圏 | 東京電視台   | 2011年1月10日 - 4月4日  | 星期一 25時30分 - 26時00分            | 東京電視台系列 |
| 愛知縣     | 愛知電視台   | 2011年1月12日 - 4月6日  | 星期三 25時58分 - 26時28分            | 東京電視台系列 |
| 大阪府     | 大阪電視台   | 2011年1月14日 - 4月8日  | 星期五 26時35分 - 27時05分            | 東京電視台系列 |
| 日本全域   | AT-X         | 2011年1月17日 - 4月11日 | 星期一 11時00分 - 11時30分 （有重播） | CS放送         |
| 滋賀縣     | 琵琶湖放送   | 2011年1月21日 - 4月22日 | 星期五 26時00分 - 26時30分            | 獨立UHF局      |
| 鹿兒島縣   | 鹿兒島電視台 | 2011年3月10日 - 6月3日  | 星期四 26時10分 - 26時40分            | 富士電視台系列 |

## 外部連結
- 動畫官方網站 （页面存档备份，存于）東京電視（日語）